# Lycosa thoracica
Lycosa thoracica este o specie de păianjeni din genul Lycosa, familia Lycosidae, descrisă de M.K. Patel și Reddy, 1993. Conform Catalogue of Life specia Lycosa thoracica nu are subspecii cunoscute.